# Benijo (Santa Cruz de Tenerife)
Benijo es un pequeño caserío del macizo de Anaga, perteneciente administrativamente al distrito de Anaga, del municipio de Santa Cruz de Tenerife, en la isla de Tenerife —Canarias, España—.
Destaca sobre todo por la presencia en sus proximidades de la playa de Benijo, afamada por la práctica del nudismo. También cuenta con caminos para los aficionados al excursionismo que conectan con las poblaciones Almáciga y Chamorga.

## Toponimia
El nombre del caserío deriva del barranco y valle donde se encuentra, siendo un término de procedencia guanche.

## Geografía
Está situado sobre una planicie junto al tramo final del barranco de Benijo, en la costa septentrional del macizo de Anaga, a 28 km de la capital municipal y a una altitud media de 96 m s. n. m. La altitud máxima de Benijo se localiza en la elevación conocida como Piedra Chinobre, a 909 m s. n. m.
Abarca una superficie de 3,73 km² que se compone de una extensa zona rural y natural, como sucede con el resto de barrios del Distrito, incluyéndose toda su superficie íntegramente en el Parque Rural de Anaga y toda su zona de cumbres en la reserva natural integral de El Pijaral.
En su paisaje destaca su barranco, el cual posee agua prácticamente todo el año, su costa acantilada y su zona de cumbres cubierta de laurisilva. También posee formaciones geológicas de interés, como los roques de Anambro y Chinobre en la cumbre, y los de Benijo y La Rapadura en la costa.
Al noreste del caserío se encuentran las playas de Benijo y Fabián. La primera, de arena negra volcánica, es muy popular en la isla. La segunda, más alejada, es una cala de callaos poco frecuentada.

## Demografía
| Año        | 2000 | 2001 | 2002 | 2003 | 2004 | 2005 | 2006 | 2007 | 2008 | 2009 | 2010 | 2011 | 2012 | 2013 | 2014 | 2015 | 2016 |
| ---------- | ---- | ---- | ---- | ---- | ---- | ---- | ---- | ---- | ---- | ---- | ---- | ---- | ---- | ---- | ---- | ---- | ---- |
| Habitantes | 23   | 24   | 24   | 27   | 29   | 29   | 33   | 34   | 33   | 29   | 28   | 28   | 26   | 25   | 25   | 25   | 26   |

## Historia

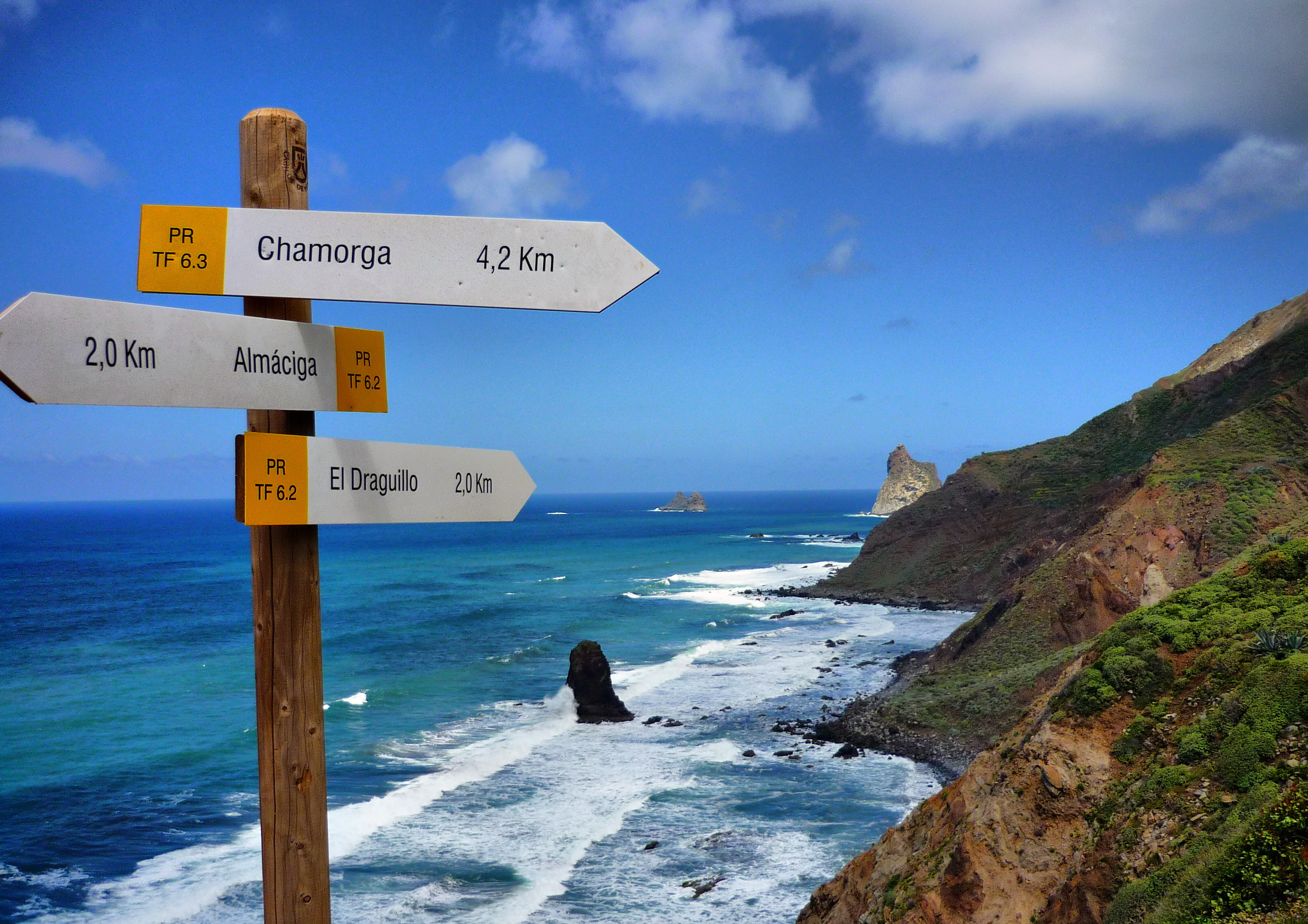
Poste informativo de los senderos que pasan por el caserío.

El valle de Benijo fue habitado por los guanches, tal y como demuestran los diferentes hallazgos arqueológicos encontrados en la zona, pertenenciendo al menceyato de Anaga.
Una vez terminada la conquista de la isla por Alonso Fernández de Lugo en 1496, el valle de Benijo, rico en aguas, fue entregado a varios propietarios hasta que finalmente pasó en el siglo xvii a manos de las grandes familias absentistas que ya controlaban varios valles adyacentes.
El caserío aparece ya en 1536 constituido por casas, chozas, bodega y lagar, pero siempre fue escasamente poblado por los arrendatarios de los propietarios absentistas. Las tierras de Benijo fueron dedicadas al cultivo de la caña de azúcar y la viña.
El lugar tuvo una ermita dedicada a Santiago Apóstol que fue erigida hacia 1630 por el dueño de la heredad, Diego Pereira de Castro. Dicha ermita acabaría arruinándose a mediados del siglo xviii y no volvió a ser edificada.
El caserío fue desde su origen un pago del lugar de Taganana hasta la agregación de este último a Santa Cruz de Tenerife en 1877, pasando a ser ambos barrios de la capital.
En cuanto a las comunicaciones, como el resto de caseríos del macizo de Anaga, los habitantes de Benijo se comunicaban mediante diferentes caminos hasta la construcción de la carretera en la década de 1980. Esto significó la apertura del caserío al turismo, que a su vez ha posibilitado la permanencia de este enclave rural.
En el año 1994 el caserío pasa a estar incluido en el espacio protegido del parque rural de Anaga.

## Economía
Benijo sigue manteniendo una economía basada en la agricultura —batatas, papas y algo de viña— y la ganadería —cabras—. También posee algunos restaurantes de comida canaria.
Sobresalen entre sus productos el queso de cabra y las batatas.

## Comunicaciones
Se llega al caserío a través de la carretera de Taganana TF-134.

### Caminos
Por Benijo pasan varios caminos que se encuentran homologados en la Red de Senderos de Tenerife:
- Sendero PR-TF 6.2 Playa del Roque de Las Bodegas - El Draguillo - Almáciga.
- Sendero PR-TF 6.3 Camino del Paso del Hediondo.

## Galería

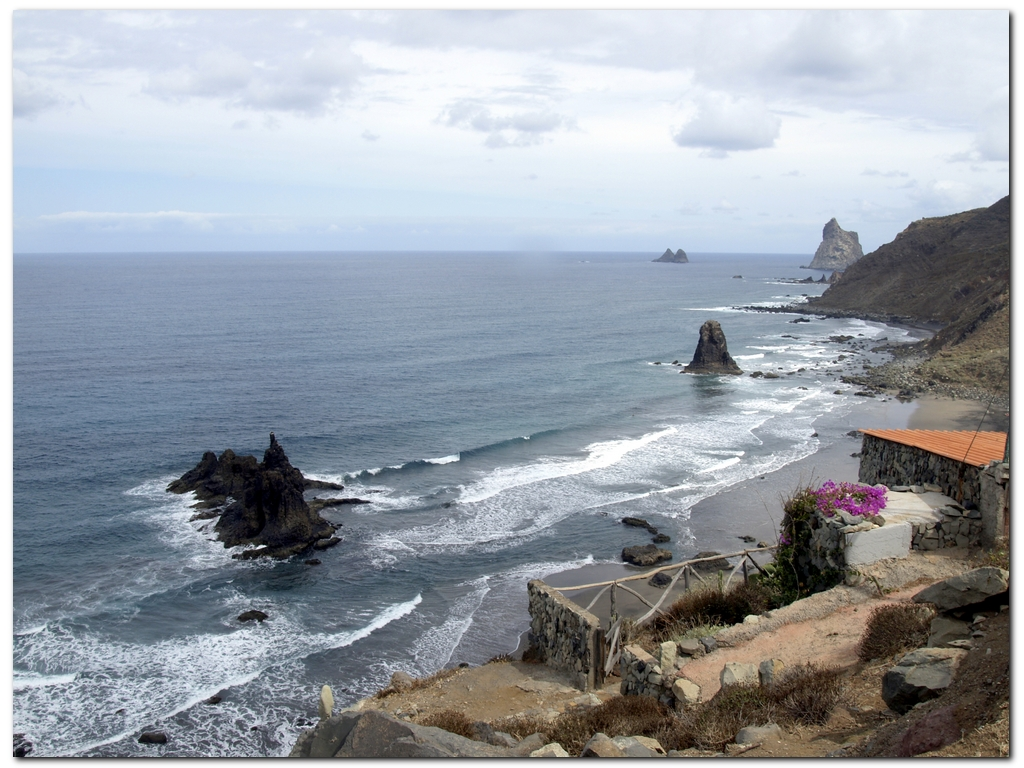
Roques de Benijo y La Rapadura en primer término, y Roques de Anaga al fondo.
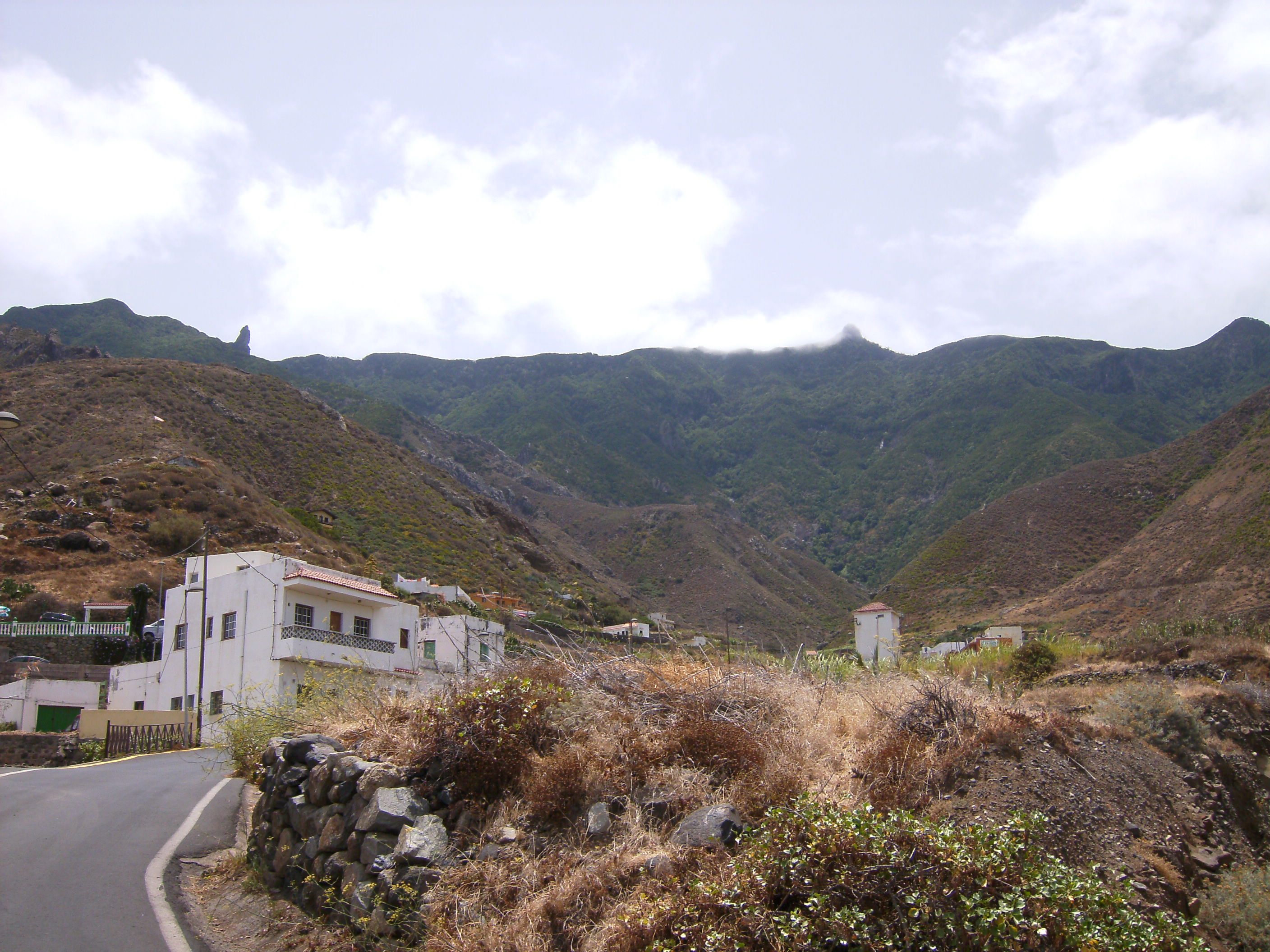
Valle de Benijo, con los roques de Anambro y Chinobre.